# Rodelen op de Olympische Winterspelen 2002
Rodelen is een van de sporten die beoefend werden tijdens de Olympische Winterspelen 2002 in Salt Lake City.

## Heren
| rang   | sporter(s)         | land | tijd     |
| ------ | ------------------ | ---- | -------- |
| Goud   | Armin Zöggeler     | ITA  | 2:57.941 |
| Zilver | Georg Hackl        | GER  | 2:58.270 |
| Brons  | Markus Prock       | AUT  | 2:58.283 |
| 4      | Adam Heidt         | USA  | 2:58.606 |
| 5      | Albert Demtschenko | RUS  | 2:58.996 |
| 6      | Karsten Albert     | GER  | 2:59.046 |
| 7      | Denis Geppert      | GER  | 2:59.154 |
| 8      | Markus Kleinheinz  | AUT  | 2:59.211 |

## Dames
| rang   | sporter(s)           | land | tijd     |
| ------ | -------------------- | ---- | -------- |
| Goud   | Sylke Otto           | GER  | 2:52.464 |
| Zilver | Barbara Niedernhuber | GER  | 2:52.785 |
| Brons  | Silke Kraushaar      | GER  | 2:52.865 |
| 4      | Angelika Neuner      | AUT  | 2:54.162 |
| 5      | Becky Wilczak        | USA  | 2:54.254 |
| 6      | Lilian Ludan         | UKR  | 2:54.499 |
| 7      | Sonja Manzenreiter   | AUT  | 2:54.537 |
| 8      | Ashley Hayden        | USA  | 2:54.658 |

## Dubbel
| rang   | sporter(s)                                | land | tijd     |
| ------ | ----------------------------------------- | ---- | -------- |
| Goud   | Patric Leitner Alexander Resch            | GER  | 1:26.082 |
| Zilver | Mark Grimmette Brian Martin               | USA  | 1:26.216 |
| Brons  | Chris Thorpe Clay Ives                    | USA  | 1:26.220 |
| 4      | Steffen Skel Steffen Wöller               | GER  | 1:26.375 |
| 5      | Chris Moffat Eric Pothier                 | CAN  | 1:26.501 |
| 6      | Tobias Schiegl Markus Schiegl             | AUT  | 1:26.518 |
| 7      | Gerhard Plankensteiner Oswald Haselrieder | ITA  | 1:26.616 |
| 8      | Andreas Linger Wolfgang Linger            | AUT  | 1:26.684 |

## Medaillespiegel
| rang | land             | goud | zilver | brons | totaal |
| ---- | ---------------- | ---- | ------ | ----- | ------ |
| 1    | Duitsland        | 2    | 2      | 1     | 5      |
| 2    | Italië           | 1    | 0      | 0     | 1      |
| 3    | Verenigde Staten | 0    | 1      | 1     | 2      |
| 4    | Oostenrijk       | 0    | 0      | 1     | 1      |
|      |                  | 3    | 3      | 3     | 9      |